# Martin von Lynow
Martin von Lynow († frühestens 1414) war Elekt von Kulm und Priester des Deutschen Ordens.
Vermutlich aus Lynow bei Rheden im Kulmer Land stammend, möglicherweise aber auch aus Lynow bei Elbing, war er der Sohn des Tycko. Seit 1376 als öffentlicher Notar des Domkapitels von Kulm genannt, trat er in den Deutschen Orden ein und war von 1383 bis 1390 Kaplan des Hochmeisters Konrad Zöllner von Rotenstein. Seit 1386 auch Domherr in Kulm, war er im Juni 1390 mit dem Komtur von Thorn als Visitator tätig. Nach dem Tod des Kulmer Bischofs Reinhard von Sayn vom Domkapitel mit der Zustimmung des Hochmeisters zum Nachfolger gewählt, konnte er sich nicht gegen den von Papst Bonifaz IX. ernannten Nikolaus von Schippenbeil durchsetzen. In den Jahren von 1396 bis 1414 als Domdekan tätig, verfasste er zwei Glossenlieder und eine Antiphon.